# Citadelle de Mont-Louis
La citadelle de Mont-Louis est un ouvrage militaire bâti au XVIIe siècle avec la ville-neuve de Mont-Louis et son enceinte défensive dans l'actuel département français des Pyrénées-Orientales.

## Localisation
Ce bâtiment est situé à Mont-Louis, dans la région Occitanie.

## Origines et construction
À la suite du traité des Pyrénées (1659) et à la demande du roi Louis XIV, qui souhaite sécuriser ce territoire nouvellement annexé à l'Espagne, Vauban, Commissaire général des fortifications, conçoit cette place forte en 1679.

## Construction
La citadelle est construite suivant un plan carré. Elle est flanquée de quatre bastions à orillons et protégée des demi-lunes sauf sur le côté situé en face de la ville. Elle est entourée de fossés secs. Les remparts sont précédés de fossés secs, de trois demi-lunes, dont l’une sur le front tourné vers la ville, d’une contre-garde et d’un chemin couvert. Les casernes de la citadelle sont intégrées aux remparts sur toute la longueur de ses courtines, ainsi que le long d’un mur coupant son espace intérieur en deux.  Les façades des casernes intégrées aux remparts ne s'ouvrent que sur la cour de la citadelle. et les chambres sont voûtées à l'épreuve des boulets. Vauban a inventé les casernes pour supprimer la servitude du logement chez l'habitant. Elles pouvaient accueillir jusqu'à 2 500 soldats. La citadelle comprenait aussi deux magasins à poudre, la maison du lieutenant du Roi, trois puits dont le puits dit puits des forçats, et l'église, désaffectée à la Révolution française.
La porte Saint-Louis, côté sud permet la communication directe avec la ville. Elle est surmontée d'un clocher et d'une horloge. Elle est précédée par une demi-lune. Côté nord on trouve la porte de secours reliée à la route de France.
| Vue à vol d'oiseau de l'ensemble de la citadelle  |
| Vue à vol d'oiseau de l'ensemble de la citadelle. |

| Le front vers la ville. |
| Le front vers la ville. |

| La porte Saint-Louis. |
| La porte Saint-Louis. |

| Porte nord ou porte de secours.                                            |
| Porte nord de la citadelle ou porte de secours protégée par une demi-lune. |